# Battaglia di Valle Giulia
La battaglia di Valle Giulia (1º marzo 1968) è il nome con cui è noto uno scontro di piazza tra manifestanti universitari e polizia, nell'ambito delle manifestazioni legate al movimento sessantottino, in cui i primi tentarono di riconquistare la facoltà di architettura dell'Università di Roma attaccando la polizia, che la presidiava dopo averla sgomberata da un'occupazione studentesca.

## Storia

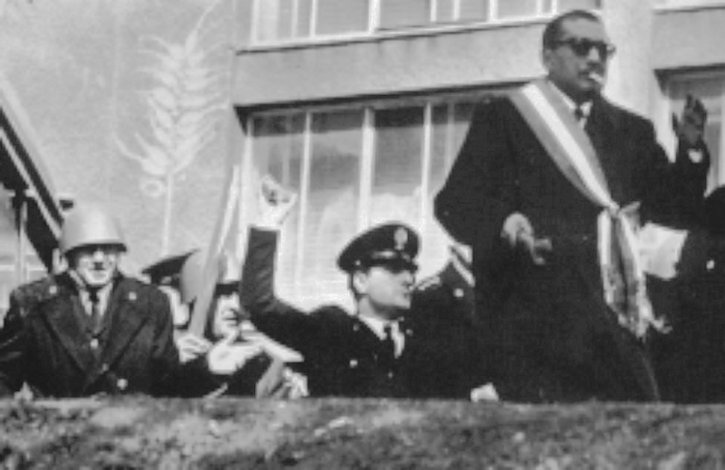
Alcuni membri del reparto "Celere" della Polizia di Stato e un funzionario di Polizia responsabile dell'ordine pubblico, con fascia tricolore, presidiano la zona immediatamente antistante la facoltà di architettura di Roma.

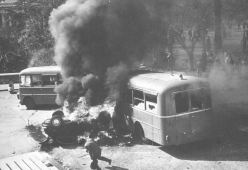
Alcuni mezzi del reparto "Celere" della Polizia di Stato in fiamme durante gli scontri.

Dopo che, nel mese di febbraio 1968, la facoltà era stata sede di numerose iniziative politiche, molte coordinate da docenti, risoltesi nell'occupazione studentesca della facoltà, il 29 febbraio era stata sgomberata e presidiata dalla polizia, chiamata in causa dal rettore Pietro Agostino D'Avack.
Venerdì 1º marzo, circa 4 000 persone si radunarono in Piazza di Spagna, animando un corteo che si divise in una parte diretta alla città universitaria ed un'altra a Valle Giulia, nell'intenzione di riprendere l'occupazione della facoltà. Giunti sul posto, gli studenti si trovarono davanti ad un imponente cordone di forze dell'ordine, e durante il fronteggiamento che ne seguì, un piccolo gruppo di poliziotti si separò per affrontare con violenza uno studente isolato; il collettivo reagì con lancio di sassi ed oggetti contundenti.
Solo gli ufficiali di presidio disponevano di armi cariche (la versione istituzionale affermò che ciò fu ordinato gerarchicamente per evitare il degenerare della situazione che si prevedeva incandescente, mentre "radio caserma" affermò - ripresa da fonti giornalistiche della destra estrema - che questa era una condizione ordinaria delle forze di polizia, dovuta alla carenza di fondi per l'acquisto delle munizioni). Gli scontri presto degenerarono in tutta l'area universitaria e, sorprendentemente, gli studenti mostrarono di essere in grado di reggere l'urto con le cariche della polizia, a differenza di quanto accaduto in precedenti scontri. A guidare l'attacco contro la polizia furono, congiuntamente, gli esponenti del nascente movimento studentesco e del movimento di estrema destra Avanguardia Nazionale Giovanile, guidati da Stefano Delle Chiaie.. Avanguardia Nazionale era inoltre supportata da alcuni esponenti del FUAN-Caravella, di Primula Goliardica e del MSI..
Tra i partecipanti agli scontri di Valle Giulia vicini al movimento studentesco ritroviamo molte figure che avranno in seguito percorsi tra i più svariati: il regista Paolo Pietrangeli (che all'episodio dedicò la famosa canzone "Valle Giulia" divenuta un simbolo del movimento sessantottino), Giuliano Ferrara (che rimase ferito), Paolo Liguori, Aldo Brandirali, Ernesto Galli della Loggia, Marco Lombardo Radice, Oreste Scalzone. Tra i poliziotti invece il futuro attore Michele Placido.
Al termine degli scontri, i militanti guidati da Delle Chiaie e il FUAN occuparono la facoltà di giurisprudenza, mentre gli studenti di sinistra occuparono Lettere. Si registrarono 148 feriti tra le forze dell'ordine e 478 tra gli studenti. Ci furono 4 arrestati e 228 fermati. Otto automezzi della polizia furono incendiati. Cinque pistole furono sottratte agli agenti..

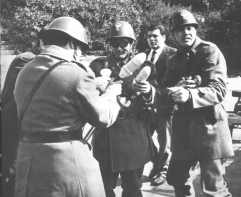
Membri del reparto "Celere" della Polizia di Stato preparano artifizi lacrimogeni da lanciare contro gli studenti asserragliati nell'edificio della Facoltà di architettura.

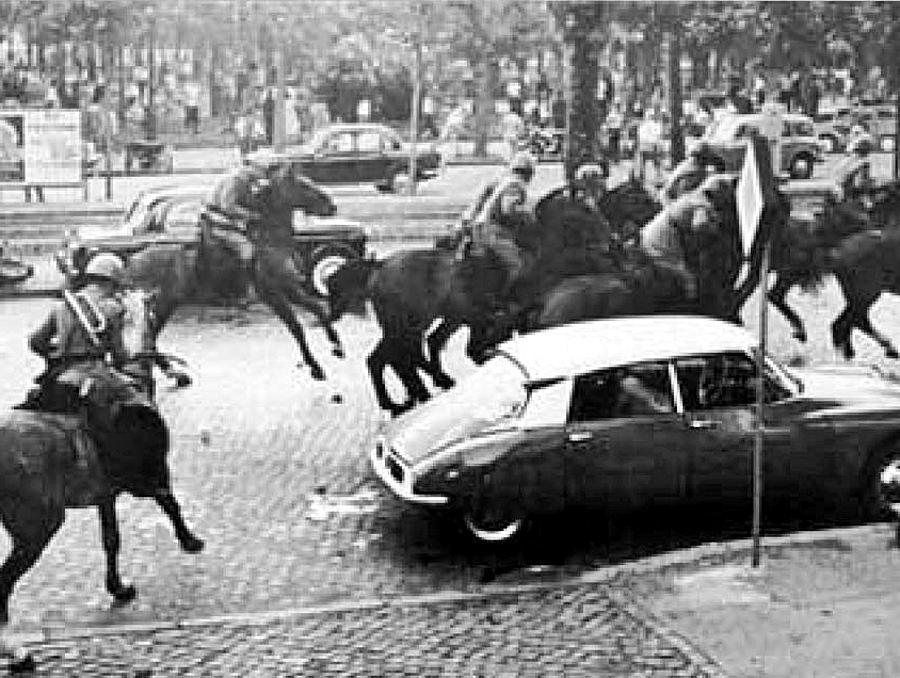
Carica dei reparti della polizia a cavallo

Da questo momento si creò una frattura tra i giovani di destra e il MSI che per bocca del segretario Arturo Michelini sconfessò i propri militanti: «A chi avesse per caso delle perplessità a questo proposito, diciamo francamente che non ha capito che cosa significa militare nel MSI». La crisi, tutta interna alla destra, raggiunse l'apice il 16 marzo quando i Volontari Nazionali, inviati da Michelini e guidati da Giorgio Almirante e Massimo Anderson si recarono presso l'Università occupata.
Il tentativo di coinvolgere gli studenti di destra arroccati nella facoltà di giurisprudenza non ebbe effetto, anzi alcuni militanti missini defezionarono quando ne constatarono la presenza all'interno della facoltà occupata.
Il successivo tentativo, effettuato dai Volontari Nazionali, di penetrare all'interno di Lettere provocò duri scontri con gli occupanti; alcuni studenti della destra sociale, tra cui i militanti di Primula Goliardica, si posero a scudo degli studenti di sinistra, mentre altri, tra cui gli studenti di Avanguardia Nazionale, uscirono dalla facoltà di giurisprudenza e si disposero sui gradini del Rettorato in segno di protesta. Ad essi si aggiunsero anche i militanti del FUAN.
I missini furono rapidamente respinti dagli studenti, rafforzati dall'arrivo di attivisti comunisti, e furono costretti a ritirarsi rifugiandosi all'interno di Giurisprudenza. Fu travolta anche la squadra di Giulio Caradonna che era arrivata nel frattempo e che si rifugiò anch'essa dentro Giurisprudenza. A questo punto furono coinvolti anche gli studenti del FUAN che, rimasti estranei agli scontri, si barricarono nella facoltà. Qui, nonostante il momento di difficoltà, i missini non cessarono di difendersi con veemenza, tanto da utilizzare le suppellettili contro gli assedianti, tra i quali vi era Oreste Scalzone, guida degli studenti di sinistra, risultato poi tra i feriti della giornata. Nelle ore successive i militanti di destra riusciranno a guadagnare l'uscita grazie alle forze dell'ordine, intervenute a normalizzare la situazione.
La componente neofascista della contestazione si allontanò dal movimento studentesco in seguito ai fatti di Valle Giulia, nel corso dell'assalto alla facoltà di lettere dell'Università La Sapienza del 16 marzo da parte di un gruppo di militanti del Movimento Sociale Italiano, in controtendenza rispetto ai fatti dei giorni precedenti, che avevano visto attivisti del FUAN partecipare a numerose occupazioni universitarie a Genova, Messina e Modena.

## Influenza culturale
Sulla rivolta di Valle Giulia Pier Paolo Pasolini scrisse una famosa poesia, intitolata Il PCI ai giovani , in cui affermò di simpatizzare con i poliziotti.
Questa presa di posizione costò allo scrittore un ulteriore isolamento all'interno del suo partito, il PCI, ma catalizzò l'attenzione del mondo culturale italiano sul "movimentismo" che in questa fase storica stava nascendo con la battaglia. Pasolini colse però un aspetto che avrebbe distinto una particolarità di ciò che si svolse e di ciò che se ne sarebbe sviluppato: si trattava per la prima volta, almeno in Italia, di un contrasto politico in cui appartenenti a classi sociali privilegiate (come allora nella media degli studenti di quella particolare facoltà romana) si trovavano a rappresentare istanze della sinistra estrema e comunque in rottura con le istituzioni.
Il cantautore Paolo Pietrangeli incise nell'album Mio caro padrone domani ti sparo del 1969, il brano Valle Giulia su i fatti avvenuti l'anno precedente.
I fatti di Valle Giulia sancirono anche la definitiva rottura tra la sinistra dei giovani studenti con il partito comunista. Mentre gli attivisti di destra lasciarono il movimento studentesco e l’occupazione di giurisprudenza (che era ritenuta la facoltà dei ricchi), seguendo l’ordine dell’MSI di non provocare disordini di piazza contro la polizia e separarsi dal Movimento Studentesco, che divenne l’unico a portare avanti le proteste giovanili.